# Chen Tao
Ne doit pas être confondu avec Chen Tao (astronome).
Chen Tao (chinois : 陈涛), né le 11 mars 1985, est un footballeur chinois qui joue comme milieu de terrain pour Changsha Ginde. Il est un membre de l'équipe nationale de football de la Chine. Chen est également le capitaine de l'équipe nationale olympique de football chinoise.